# フランク・バイオーラ
フランク・ジョン・バイオーラ（Frank John Viola、1960年4月19日 - ）は、アメリカ合衆国ニューヨーク州ヘムステッド出身の元プロ野球選手（投手）。左投左打。ニックネームは「Sweet Music」。

## 経歴
1978年のドラフト会議においてカンザスシティ・ロイヤルズから16巡目（全体415位）で指名を受けたが、契約せずに進学した。

### プロ入りとツインズ時代
1981年のドラフト会議においてミネソタ・ツインズから2巡目（全体37位）で指名を受け入団。
1982年6月6日のボルチモア・オリオールズ戦でメジャーデビュー。8月24日のニューヨーク・ヤンキース戦でメジャー初完封を達成するが、その後6連敗を喫し、4勝10敗・防御率5.21に終わる。
1983年も7勝15敗・防御率5.49に留まった。本拠地メトロドームは本塁打が出やすいこともあり、被本塁打は2年間で56に上った。
1984年に18勝10敗・防御率3.21・4完封を記録し、サイ・ヤング賞の投票で6位に入った。
1985年も18勝を挙げ、エースに成長する。
1987年に17勝10敗・防御率2.90を記録し、チームの17年ぶりの地区優勝に貢献。デトロイト・タイガースとのリーグチャンピオンシップシリーズでは1勝を挙げ、22年ぶりのリーグ優勝を果たす。セントルイス・カージナルスとのワールドシリーズでは3試合に先発して2勝を挙げ、チームは4勝3敗でカージナルスを破ってワシントン・セネタース時代の1924年以来、ミネアポリス移転後初のワールドチャンピオンに輝き、シリーズMVPに選出された。サイ・ヤング賞の投票では6位。
1988年は5月1日、5月6日のボストン・レッドソックス戦で連続完封勝利。前半戦で9連勝を記録するなど14勝を挙げ、自身初のオールスターゲームに選出され、先発投手を務めた。24勝7敗・防御率2.64の成績で最多勝のタイトルを獲得、サイ・ヤング賞も初受賞した。
1989年は開幕から5連敗を喫するなど不調で、7月31日にリック・アギレラ、ケビン・タパーニ、デビッド・ウエスト（後にダイエー）ら5選手との交換トレードでニューヨーク・メッツに移籍。

### メッツ時代
移籍後は5勝を挙げ、シーズン通算で13勝17敗・防御率3.66。261イニングと211奪三振は共にキャリアハイとなった。
1990年は開幕から7連勝するなど好調を維持し、2度目のオールスターゲームに出場。20勝12敗・防御率2.67を記録し、サイ・ヤング賞の投票で3位に入った。
1991年は前半戦で10勝を挙げ、2年連続でオールスターゲームに出場するが、後半戦は終盤で7連敗を喫するなど3勝10敗・防御率5.53と不調で、13勝15敗・防御率3.97に留まり、被安打259はリーグ最多だった。オフにフリーエージェントとなる。同年、トレード移籍時の交換相手であるタパーニは先発投手として、アギレラはクローザーとしてツインズのワールドシリーズ制覇に大きく貢献し、メッツにとっては悔やまれる結果となった。

### レッドソックス時代
1992年1月2日にボストン・レッドソックスと契約。本拠地フェンウェイ・パークは左翼が狭く、伝統的に左投手には不利な球場だが、1年目は13勝12敗、防御率3.44を記録した。
1993年は11勝8敗・防御率3.14とまずまずの成績を残した。
1994年は故障で5月3日を最後に戦線離脱。6試合の登板で1勝に終わり、オフにフリーエージェントとなった。

### レッドソックス退団後
1995年4月24日にトロント・ブルージェイズと契約するが、メジャーでの登板は無く7月25日に解雇。同日シンシナティ・レッズと契約し、3試合に先発するが0勝に終わり、再びフリーエージェントに。
1996年2月22日にブルージェイズと契約するが、シーズン初登板で10失点を喫するなど1勝3敗・防御率7.71と結果を残せず、6月5日に解雇され、そのまま引退した。

### 現役引退後
引退後はフロリダ州オーランドの学校でコーチを務めたのち、2011年から2018年までニューヨーク・メッツ傘下のマイナー球団で投手コーチを務めた。
2019年より独立リーグ・アトランティックリーグのハイポイント・ロッカーズの投手コーチを務めている。

## 選手としての特徴・人物
投手としての球種はチェンジアップ、カーブ。
長女のブリタニー・バイオーラは飛込競技選手で、2004年にアテネオリンピックのアメリカ代表候補となり、この時は代表の座を逃したが、のちに2009年世界水泳選手権、2011年世界水泳選手権、2012年ロンドンオリンピックのアメリカ代表となった。息子の同名フランク・バイオーラ・ジュニアは2004年のMLBドラフトでシカゴ・ホワイトソックスから投手として29巡目（全体869位）で指名され、傘下マイナー、独立リーグ、トロント・ブルージェイズ傘下マイナー、ホワイトソックス傘下マイナー（復帰）と渡り歩き、2015年までプレーした。また二女カリー・バイオーラはバレーボールの選手として活躍。

## 詳細情報

### 年度別投手成績
| 年 度      | 球 団      | 登 板 | 先 発 | 完 投 | 完 封 | 無 四 球 | 勝 利 | 敗 戦 | セ 丨 ブ | ホ 丨 ル ド | 勝 率 | 打 者 | 投 球 回 | 被 安 打 | 被 本 塁 打 | 与 四 球 | 敬 遠 | 与 死 球 | 奪 三 振 | 暴 投 | ボ 丨 ク | 失 点 | 自 責 点 | 防 御 率 | W H I P |
| ---------- | ---------- | ----- | ----- | ----- | ----- | -------- | ----- | ----- | -------- | ----------- | ----- | ----- | -------- | -------- | ----------- | -------- | ----- | -------- | -------- | ----- | -------- | ----- | -------- | -------- | ------- |
| 1982       | MIN        | 22    | 22    | 3     | 1     | 1        | 4     | 10    | 0        | --          | .286  | 543   | 126.0    | 152      | 22          | 38       | 2     | 0        | 84       | 4     | 1        | 77    | 73       | 5.21     | 1.51    |
| 1983       | MIN        | 35    | 34    | 4     | 0     | 0        | 7     | 15    | 0        | --          | .318  | 949   | 210.0    | 242      | 34          | 92       | 7     | 8        | 127      | 6     | 2        | 141   | 128      | 5.49     | 1.59    |
| 1984       | MIN        | 35    | 35    | 10    | 4     | 1        | 18    | 12    | 0        | --          | .600  | 1047  | 257.2    | 225      | 28          | 73       | 1     | 4        | 149      | 6     | 1        | 101   | 92       | 3.21     | 1.16    |
| 1985       | MIN        | 36    | 36    | 9     | 0     | 2        | 18    | 14    | 0        | --          | .563  | 1059  | 250.2    | 262      | 26          | 68       | 3     | 2        | 135      | 6     | 2        | 136   | 114      | 4.09     | 1.32    |
| 1986       | MIN        | 37    | 37    | 7     | 1     | 0        | 16    | 13    | 0        | --          | .552  | 1053  | 245.2    | 257      | 37          | 83       | 0     | 3        | 191      | 12    | 0        | 136   | 123      | 4.51     | 1.38    |
| 1987       | MIN        | 36    | 36    | 7     | 1     | 0        | 17    | 10    | 0        | --          | .630  | 1037  | 251.2    | 230      | 29          | 66       | 1     | 6        | 197      | 1     | 1        | 91    | 81       | 2.90     | 1.18    |
| 1988       | MIN        | 35    | 35    | 7     | 2     | 1        | 24    | 7     | 0        | --          | .774  | 1031  | 255.1    | 236      | 20          | 54       | 2     | 3        | 193      | 5     | 1        | 80    | 75       | 2.64     | 1.14    |
| 1989       | MIN        | 24    | 24    | 7     | 1     | 3        | 8     | 12    | 0        | --          | .400  | 731   | 175.2    | 171      | 17          | 47       | 1     | 3        | 138      | 5     | 1        | 80    | 74       | 3.79     | 1.24    |
| 1989       | NYM        | 12    | 12    | 2     | 1     | 2        | 5     | 5     | 0        | --          | .500  | 351   | 85.1     | 75       | 5           | 27       | 3     | 1        | 73       | 3     | 0        | 35    | 32       | 3.38     | 1.20    |
| '89計      | NYM        | 36    | 36    | 9     | 2     | 5        | 13    | 17    | 0        | --          | .433  | 1082  | 261.0    | 246      | 22          | 74       | 4     | 4        | 211      | 8     | 1        | 115   | 106      | 3.66     | 1.23    |
| 1990       | NYM        | 35    | 35    | 7     | 3     | 0        | 20    | 12    | 0        | --          | .625  | 1016  | 249.2    | 227      | 15          | 60       | 2     | 2        | 182      | 11    | 0        | 83    | 74       | 2.67     | 1.15    |
| 1991       | NYM        | 35    | 35    | 3     | 0     | 0        | 13    | 15    | 0        | --          | .464  | 980   | 231.1    | 259      | 25          | 54       | 4     | 1        | 132      | 6     | 1        | 112   | 102      | 3.97     | 1.35    |
| 1992       | BOS        | 35    | 35    | 6     | 1     | 0        | 13    | 12    | 0        | --          | .520  | 999   | 238.0    | 214      | 13          | 89       | 4     | 7        | 121      | 12    | 2        | 99    | 91       | 3.44     | 1.27    |
| 1993       | BOS        | 29    | 29    | 2     | 1     | 0        | 11    | 8     | 0        | --          | .579  | 787   | 183.2    | 180      | 12          | 72       | 5     | 6        | 91       | 5     | 0        | 76    | 64       | 3.14     | 1.37    |
| 1994       | BOS        | 6     | 6     | 0     | 0     | 0        | 1     | 1     | 0        | --          | .500  | 136   | 31.0     | 34       | 2           | 17       | 0     | 0        | 9        | 2     | 0        | 17    | 16       | 4.65     | 1.65    |
| 1995       | CIN        | 3     | 3     | 0     | 0     | 0        | 0     | 1     | 0        | --          | .000  | 64    | 14.1     | 20       | 3           | 3        | 1     | 0        | 4        | 1     | 0        | 11    | 10       | 6.28     | 1.60    |
| 1996       | TOR        | 6     | 6     | 0     | 0     | 0        | 1     | 3     | 0        | --          | .250  | 150   | 30.1     | 43       | 6           | 21       | 3     | 2        | 18       | 1     | 0        | 28    | 26       | 7.71     | 2.11    |
| 通算：15年 | 通算：15年 | 421   | 420   | 74    | 16    | 10       | 176   | 150   | 0        | --          | .540  | 11933 | 2836.1   | 2827     | 294         | 864      | 39    | 48       | 1844     | 86    | 12       | 1303  | 1175     | 3.73     | 1.30    |

- 各年度の太字はリーグ最高

### タイトル
- 最多勝利 1回：1988年

### 表彰・記録
- サイ・ヤング賞 1回：1988年
- ワールドシリーズMVP 1回：1987年
- MLBオールスターゲーム選出 3回：1988年, 1990年, 1991年
- ベーブ・ルース賞 1回：1987年

### 背番号
- 16 （1982年 - 1989年, 1992年 - 1994年）
- 26 （1989年）
- 29 （1990年 - 1991年）
- 44 （1995年）
- 19 （1996年）